# Phan Đăng
Phan Đăng (sinh ngày 16 tháng 2 năm 1984) là một nam nhà báo, người dẫn chương trình người Việt Nam. Xuất hiện chủ yếu với vai trò khách mời trong các chương trình truyền hình, anh được biết đến nhiều khi tham gia dẫn dắt trò chơi truyền hình Ai là triệu phú trên kênh VTV3. Bên cạnh đó, anh cũng là tác giả của nhiều đầu sách, tiêu biểu nhất là Ơ kìa, làng bóng trong mắt tôi và Ở trong đầu tri thức.

## Sự nghiệp
Phan Đăng tốt nghiệp Học viện Báo chí và Tuyên truyền năm 2006. Anh từng theo dõi lĩnh vực thể thao từ năm 2007 và là một cây viết chuyên bình luận, thường xuyên được các kênh truyền hình mời tham gia vào các buổi bình luận bóng đá. Năm 2017, nhà báo Phan Đăng được làm khách mời nhiều chương trình của VTV, ghi dấu ấn nhất là trong chương trình Café sáng với VTV3.
Ngày 24 tháng 6 năm 2016, Phan Đăng ra mắt một tập kí chân dung với nhan đề Ơ kìa, làng bóng trong mắt tôi, tập hợp câu chuyện về 50 nhân vật trong nền bóng đá Việt Nam. Đó là câu chuyện về những tên tuổi gạo cội trong làng bóng thập niên 60, 70 hay những huyền thoại bóng đá một thời và cả về những HLV của đội tuyển bóng đá Việt Nam.
Năm 2018, Phan Đăng chính thức được chọn là người dẫn chương trình mới của trò chơi truyền hình Ai là triệu phú, thay thế cho nhà báo Lại Văn Sâmđã chính thức nghỉ hưu. Mặc dù không trải qua quá trình gửi hồ sơ thi tuyển, anh đã được nhóm sản xuất chương trình mời tham gia dẫn thử và nhận được đánh giá cao từ hội đồng xét tuyển. Anh đảm nhận dẫn dắt chương trình này cho đến hết năm 2020, trước khi được thay thế bởi Đinh Tiến Dũng (Cù Trọng Xoay).

## Chương trình đã tham gia

### Khách mời
- Bước ngoặt cuộc đời
- Bình luận World Cup 2022
- Chuyện bên ly Cafe (Cafe sáng với VTV3)
- Thời gian ơi! Kể chuyện

### Ban cố vấn
- Vua tiếng Việt